# Márta Sebestyén
Márta Sebestyén (ur. 19 sierpnia 1957 w Budapeszcie) – węgierska wokalistka folkowa, aktorka i kompozytorka. Występowała z zespołem Muzsikás. Zaśpiewała również trzy piosenki na płycie Boheme zespołu Deep Forest. Na ścieżce filmu Angielski pacjent znajduje się jej piosenka „Szerelem, szerelem”.

## Dyskografia

### Płyty solowe oraz z zespołem Muzsikás[2]
- 1987: Muzsikas
- 1993: Transylvanian Portraits
- 1996: Loverecord
- 1996: Kismet
- 2000: Dudoltam
- 2000: High Days
- 2004: Live at Liszt Academy
- 2008: Nyitva Látám Mennyeknek Kapuját
- I Can See the Gates of Heaven...: Hungarian Religious And Secular Songs

### Gościnnie
- 1995: Deep Forest: „Boheme” (utwory Marta's Song, Bulgarian Melody oraz Twosome)

## Filmografia[1]
- 1984: Król Stefan (István, a király) – (śpiewający głos)
- 1988: A másik ember – (śpiewający głos)
- 1989: Pozytywka (Music Box) – piosenkarka
- 1996: Caligula – Népdalénekesnõ
- 2003: A Szent Lörinc folyó lazacai – (śpiewający głos)
- 2005: Egri csillagok – Host

### Ścieżki dźwiękowe
- 1984: Król Stefan (István, a király)
- 1995: Flirt
- 1996: Angielski pacjent (The English Patient)
- 1999: Beautiful People
- 2001: Amerykańska rapsodia (An American Rhapsody)
- 2006: Borat: Podpatrzone w Ameryce, aby Kazachstan rósł w siłę, a ludzie żyli dostatniej (Borat!: Cultural Learnings of America for Make Benefit Glorious Nation of Kazakhstan)